# ارك ذا لاد كولكشن
ارك ذا لاد 3 (بالإنجليزية: Arc the Lad Collection)، هي لعبة فيديو يابانية، وهي من تطوير آرك إنترتنمنت، ومن نشر وركينغ ديزاين الأمريكية، صدرت اللعبة في الولايات المتحدة سنة 2002، وهي إعادة إصدار الأجزاء الأربعة القديمة، والتي كانت تصدر حصرياً باليابان، حيث تم ترجمتها إلى اللغة الإنجليزية، وتعمل حصرياً لمنصة بلاي ستيشن.